# Shitateruhime
Shitateruhime est une fille de Takiribime, l'une des trois sœurs vénérées au Munakata Taisha. Les origines du Shitori-jinja sont inconnues. Bien qu'il n'existe aucune preuve documentaire, on pense qu'il a commencé comme le sanctuaire familial du clan Shitori (倭文氏) des artisans de la période Kofun, qui étaient des tisserands, considérant Takehazuchi comme leur ancêtre. Cependant, les légendes du sanctuaire sont toutes centrées autour de Shitateruhime, qui serait arrivée à cet endroit depuis Izumo par bateau. Elle a établi sa résidence sur la montagne derrière ce sanctuaire, et après sa mort, elle a été enterrée dans un kofun construit dans l'enceinte du sanctuaire.

## Mariage
Dans de nombreuses versions du mythe, Ame no Hohi n'a pas envoyé un mot pendant trois ans après être descendu sur terre, tous les dieux se sont rassemblés, et Ame no Wakahiko (en) était celui qui avait été choisi pour gouverner la terre. Dans de nombreuses versions Ame no Wakahiko a reçu un arc,.
Dans certaines versions, cependant, Ame no Wakahiko est le fils d'Ame no Hohi et Ame no Wakahiko a été envoyé sur terre pour le chercher.
Shitateruhime épousa Ame no Wakahiko (en) lorsqu'il vint du ciel pour discuter du Kuni-yuzuri (en).

### La mort
Huit ans plus tard, les dieux n'avaient pas encore entendu de réponse, alors ils envoyèrent sur terre un oiseau nommé Nakime pour le surveiller. Suivant les conseils d'une femme sage, Ame no Wakahiko utilisa son arc pour tirer sur l'oiseau. L'oiseau a été tué mais la flèche a volé jusqu'au ciel.
Takamimusubi, voyant la flèche, la renvoya sur terre où elle tua Ame no Wakahiko allongé sur son lit,,. D'autres versions indiquent qu'Amaterasu était celle qui renvoya la flèche sur lui.
Ce mythe est à l’origine d’un dicton japonais sur la flèche qui revient. Il s'agit probablement aussi d'une mythification des tentatives faites par la royauté de Yamato pour imposer son autorité sur les États voisins.

### Funérailles
Après la mort d'Ame no Wakahiko, ses parents construisirent une cabane (喪屋 moya) pour leur fils. Ajisukitakahikone descendit sur terre pour lui rendre hommage. Cependant, comme Ajisukitakahikone ressemblait à Ame no Wakahiko, il fut confondu avec Ame no Wakahiko revenu à la vie. Ajisukitakahikone en fut offensé et détruisit la cabane en lui donnant un coup de pied. La cabane atterrit au pays de Mino et devint une montagne appelée Moyama,. En réponse, Shitateruhime chanta une chanson d'un type appelé hinaburi, ou « chanson rustique » pour honorer son mari décédé.

## Voir également
- clan Munakata

## Lectures complémentaires
- Jugon, Jean-Claude. La romance du sentiment et de la pensée dans les légendes de Tanabata (Japon) et d'Éros-Psyché (Grèce), une interprétation transculturelle : « Oni » soit qui mal y pense ! ». Dans : 論叢現代語・現代文化 2015 Vol.14 p. 1-92. (en français)
- Nuffer, Laura. « Humains et non-humains : les mariés et les épouses animales en japonais Otogizōshi. » Dans : Une histoire culturelle des contes de fées à l'ère du merveilleux . Édité par Suzanne Magnanini. Londres : Bloomsbury Academic Press, 2021. p. 95-118.
- ITO, Yuko. « Origines et évolution des deux versions de « Ame no Wakahiko Soshi » : une étude comparative ». Dans : 都留文科大学研究紀要 [The Tsuru University Review], mars 2007, volume 65, p. 258-241. https://ci.nii.ac.jp/naid/110007055993/en/ ;  (ISSN 0286-3774) . DOI : info:doi/10.34356/00000195 (en japonais)
- Yasufuku, Junko. Le conte d'Ame no Wakahiko et le développement psychique du féminin. Dans : Mémoires de l'Université d'Osaka Kyoiku. IV, Éducation, psychologie, éducation spécialisée et culture physique, Université d'Osaka Kyoiku, février 1995, volume 43, no. 2, p. 251-258.  (ISSN 0389-3472) . URL : https://ci.nii.ac.jp/naid/110000119291/en/ (en japonais)